# N'Faly Dante
N'Faly Dante, né le 19 octobre 2001 à Bamako au Mali, est un joueur professionnel malien de basket-ball évoluant au poste de pivot. Il mesure 2,08 m.

## Carrière professionnelle
N'Faly Dante n'est pas drafté en NBA en 2024.

### Rockets de Houston (depuis 2024)
En juillet 2024, il signe un contrat two-way avec les Rockets de Houston.

## Statistiques

### En universitaire
Les statistiques de N'Faly Dante en matchs universitaires sont les suivantes :
| Saison    | Équipe   | Matchs | Titul. | Min./m | % Tir | % 3pts | % LF | Rbds/m. | Pass/m. | Int/m. | Ctr/m. | Pts/m. |
| --------- | -------- | ------ | ------ | ------ | ----- | ------ | ---- | ------- | ------- | ------ | ------ | ------ |
| 2019-2020 | Oregon   | 12     | 0      | 13.6   | .627  | —      | .400 | 2.8     | .6      | .9     | .6     | 5.8    |
| 2020-2021 | Oregon   | 6      | 6      | 17.7   | .656  | —      | .438 | 5.8     | .2      | 1.5    | 1.2    | 8.2    |
| 2021-2022 | Oregon   | 32     | 27     | 20.0   | .675  | —      | .588 | 6.3     | .7      | .7     | 1.0    | 8.1    |
| 2022-2023 | Oregon   | 31     | 30     | 26.2   | .614  | —      | .617 | 8.4     | 1.1     | 1.1    | 1.4    | 13.4   |
| 2023-2024 | Oregon   | 22     | 21     | 31.5   | .695  | —      | .613 | 9.2     | 1.6     | 1.7    | 1.9    | 17.0   |
| Carrière  | Carrière | 103    | 84     | 23.4   | .654  | —      | .591 | 7.1     | 1.0     | 1.1    | 1.3    | 11.3   |